# Sudanonautes granulatus
Sudanonautes granulatus е вид десетоного от семейство Potamonautidae. Видът не е застрашен от изчезване.

## Разпространение и местообитание
Разпространен е в Габон, Гана, Гвинея, Екваториална Гвинея (Биоко), Камерун, Кот д'Ивоар, Нигерия, Того и Централноафриканска република.
Обитава пясъчните дъна на сладководни басейни, реки и потоци.

## Описание
Популацията на вида е стабилна.